# Marta Górnicka
Marta Górnicka (* 1975 in Włocławek) ist eine polnische Regisseurin und Sängerin.

## Leben und Werdegang
Górnicka ist Absolventin der Fakultät für Schauspielregie an der Theaterakademie in Warschau. Sie studierte an der Fryderyk-Chopin-Universität für Musik in Warschau, an der Universität Warschau und an der Staatlichen Schauspielschule in Krakau.
Im Jahr 2004 führte sie am Warschauer Teatr Syrena Die Dreigroschenoper auf. Seither war sie als Regisseurin zahlreicher Stücke tätig. Im Jahr 2016 führte sie ihr erstes Stück in Deutschland auf. Seit dem Jahr 2020 berät sie das Maxim-Gorki-Theater in Berlin. Górnicka setzt sich in ihrem Werk mit den Klima- und Biodiversitätskrisen auseinander.
Für ihre Arbeit wurde sie wiederholt ausgezeichnet. Im Jahr 2018 erhielt sie den Paszport Polityki. 2025 wurde ihr der ITI-Preis des Internationalen Theaterinstituts zuerkannt.